# Bač, Ilirska Bistrica
Bač este o localitate din comuna Ilirska Bistrica, Slovenia, cu o populație de 462 de locuitori.